# NGC 4612
NGC 4612 је спирална галаксија у сазвежђу Девица која се налази на NGC листи објеката дубоког неба.
Деклинација објекта је + 7° 18' 53" а ректасцензија 12h 41m 32,8s. Привидна величина (магнитуда) објекта NGC 4612 износи 11,5 а фотографска магнитуда 12,5. Налази се на удаљености од 15,100 милиона парсека од Сунца. NGC 4612 је још познат и под ознакама UGC 7850, MCG 1-32-134, CGCG 42-205, VCC 1883, PGC 42574.